# Swijaschsk
Swijaschsk (russisch Свия́жск; tatarisch Зөя Zöyä) ist ein Dorf und frühere Stadt in der Republik Tatarstan (Russland) mit 276 Einwohnern (Stand 14. Oktober 2010).

## Geographie
Der Ort liegt auf einer Insel unweit des rechten Ufers der dort zum Kuibyschewer Stausee aufgestauten Wolga, im Bereich der Einmündung der Swijaga, knapp 30 Kilometer Luftlinie westlich des Zentrums der Republikhauptstadt Kasan.
Swijaschsk gehört zum Rajon Selenodolsk. Dessen Zentrum Selenodolsk befindet sich 12 Kilometer Luftlinie in nordwestlicher Richtung von Swijaschsk entfernt am jenseitigen, linken Wolgaufer. Das Dorf bildet als deren einzige Ortschaft die Landgemeinde Swijaschskoje selskoje posselenije.

## Geschichte
Swijaschsk wurde am 24. Mai 1551 auf Anordnung Iwans IV. während des letzten Krieges gegen das Khanat Kasan als Basis für den entscheidenden Angriff auf dessen Hauptstadt Kasan gegründet. Innerhalb von vier Wochen entstand dort auf einer Erhebung in der Flussaue der Wolga eine hölzerne Festung aus Teilen, die in Uglitsch vorgefertigt und die Wolga hinab verschifft worden waren.

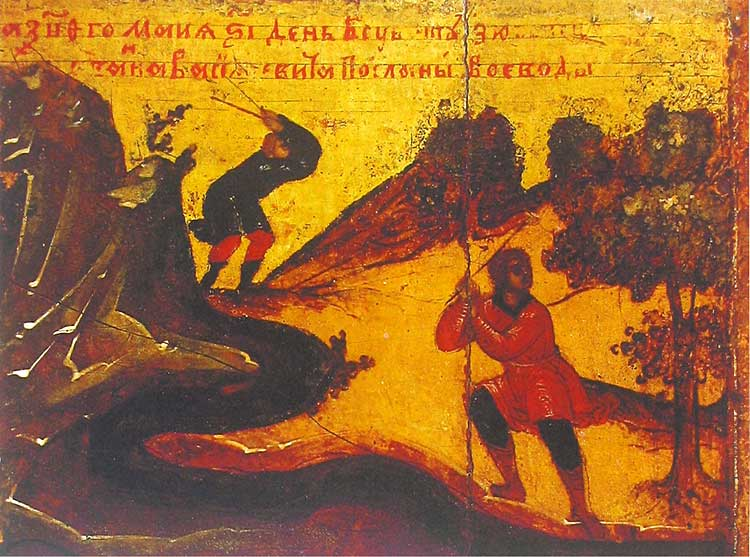
Erbauung von Swijaschsk (Ikonenfragment, Jaroslawl, 17. Jh.)

Nach dem endgültigen Sieg gegen das Khanat 1552 und dessen Einverleibung in den russischen Staat galt Swijaschsk als Stadt und war insbesondere in der zweiten Hälfte des 16. Jahrhunderts wichtiges Handelszentrum. Diese Rolle konnte es in Folge gegenüber der weitaus größeren Stadt Kasan nicht behaupten. Nach der Gründung mehrerer Klöster blieb es jedoch bedeutendes religiöses Zentrum beim Versuch der russisch-orthodoxen Christianisierung der Tataren. Ihre Blütezeit hatten die Klöster in der zweiten Hälfte des 18. Jahrhunderts. Danach ging ihre Bedeutung zurück, bis zu Beginn des 20. Jahrhunderts nur noch wenige Dutzend Mönche und Nonnen verblieben.
Nach der Gründung des Gouvernements Kasan Anfang des 18. Jahrhunderts wurde das Stadtrecht für Swijaschsk bei der Aufteilung des Gouvernements in Ujesde 1775 bestätigt. Es wurde Verwaltungszentrum eines der zunächst 13 (später 12) Ujesde, entwickelte sich wirtschaftlich jedoch kaum. Gegen Ende des 19. Jahrhunderts betrug die Einwohnerzahl nur 2365 (Volkszählung 1897) und sank im Verlauf des 20. Jahrhunderts weiter.
Nach der Oktoberrevolution 1917 und der Errichtung der Sowjetmacht wurden die Swijaschsker Klöster relativ früh, bereits zwischen 1918 und 1924, geschlossen. Mit der administrativen Neuordnung nach Gründung der Tatarischen ASSR 1920 wurde Swijaschsk 1921 Zentrum eines Kantons, der 1927 in einen Rajon umgewandelt wurde. Mit der Auflösung des Rajons 1931 verlor Swijaschsk seine Verwaltungsfunktion und am 1. Februar 1932 sein Stadtrecht (nach anderen Angaben bereits 1926), als es zu einer ländlichen Siedlung (Selo) herabgestuft wurde.
In den Gebäuden der früheren Klöster war zunächst ab den 1920er-Jahren ein Gefängnis, dann ein Umerziehungslager für obdachlose Jugendliche und ab 1953 eine psychiatrische Klinik untergebracht. Eine Lagerabteilung im System der Gulag mit Namen Swijaschsk befand sich 1947–1948 nicht im Ort Swijaschsk, sondern bei der gleichnamigen Bahnstation im zehn Kilometer westlich gelegenen Nischnije Wasowyje.
Durch die Flutung des Kuibyschewer Wolga-Stausees 1957 bis 1959 verblieb Swijaschsk auf einer etwa 1,2 km langen und 0,7 km breiten Insel. 1960 erklärte der Ministerrat der RSFSR Swijaschsk zu einem Historischen Denkmal republikanischer Bedeutung, was 1969 vom Ministerrat der Tatarischen ASSR bestätigt und präzisiert wurde. 1980 wurde der Ort zum Denkmal von „All-Unions-Bedeutung“ heraufgestuft und im gleichen Jahr in einer der Kirchen ein erstes Museum eröffnet.
In den 1990er-Jahren wurde die psychiatrische Klinik geschlossen, das Mariä-Himmelfahrt-Kloster an die Eparchie Kasan der Russisch-Orthodoxen Kirche (die bis 1950 den Namen Eparchie von Kasan und Swijaschsk trug) zurückgegeben und 1997 wiedereröffnet. Seit 1998 stand der Ort auf der Tentativliste für die Aufnahme in das UNESCO-Welterbe. Der Vorschlag umfasste ursprünglich ein Gebiet von 62 Hektar. Jedoch nur ein Gebiet von 3,25 Hektar mit dem Mariä-Himmelfahrts-Kloster und der Mariä-Himmelfahrts-Kathedrale wurde 2017 in das Welterbe aufgenommen. Es gibt Pläne, den gesamten Ort in ein „Museums-Sapowednik“ umzuwandeln.

### Bevölkerungsentwicklung
| Jahr | Einwohner |
| ---- | --------- |
| 1897 | 2365      |
| 1926 | 2600      |
| 2002 | 252       |
| 2010 | 276       |

Anmerkung: Volkszählungsdaten

## Kultur und Sehenswürdigkeiten
In Swijaschsk ist eine größere Anzahl von Bauwerken des 16. bis frühen 20. Jahrhunderts erhalten, die es zu einem der wichtigsten touristischen Ziele in Tatarstan machen.

## Wirtschaft und Infrastruktur
Der Ort lebt verstärkt vom Tourismus. Die wenigen Einwohner betreiben Gartenbau zur Eigenversorgung.
Seit der Aufschüttung eines etwa 3,5 km langen, 2008 vollendeten Dammes von der Insel zum Festland in südwestlicher Richtung besteht Straßenverbindung zur südlich vorbeiführenden neuen Trasse der Fernstraße M7 Moskau – Nischni Nowgorod – Kasan – Ufa sowie zur Bahnstation Swijaschsk, die etwa 10 km westlich in der Siedlung Nischnije Wjasowyje an der Eisenbahnstrecke Moskau – Kasan liegt.
Im Sommer verkehren regelmäßig Fahrgastschiffe nach Kasan sowie zur am linken Wolgaufer gegenüber Swijaschsk gelegenen Siedlung Wassiljewo.

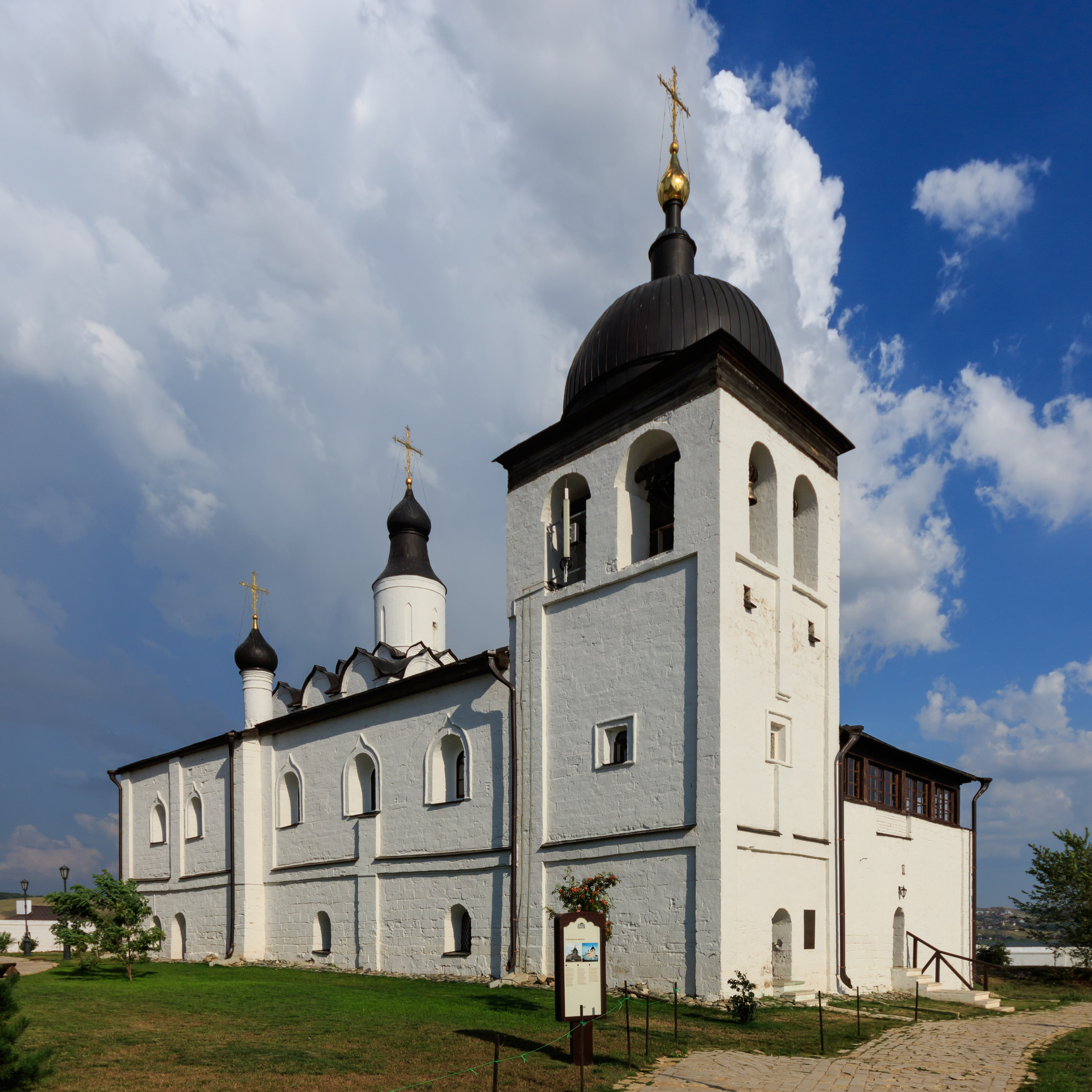
St.-Sergius-Kirche
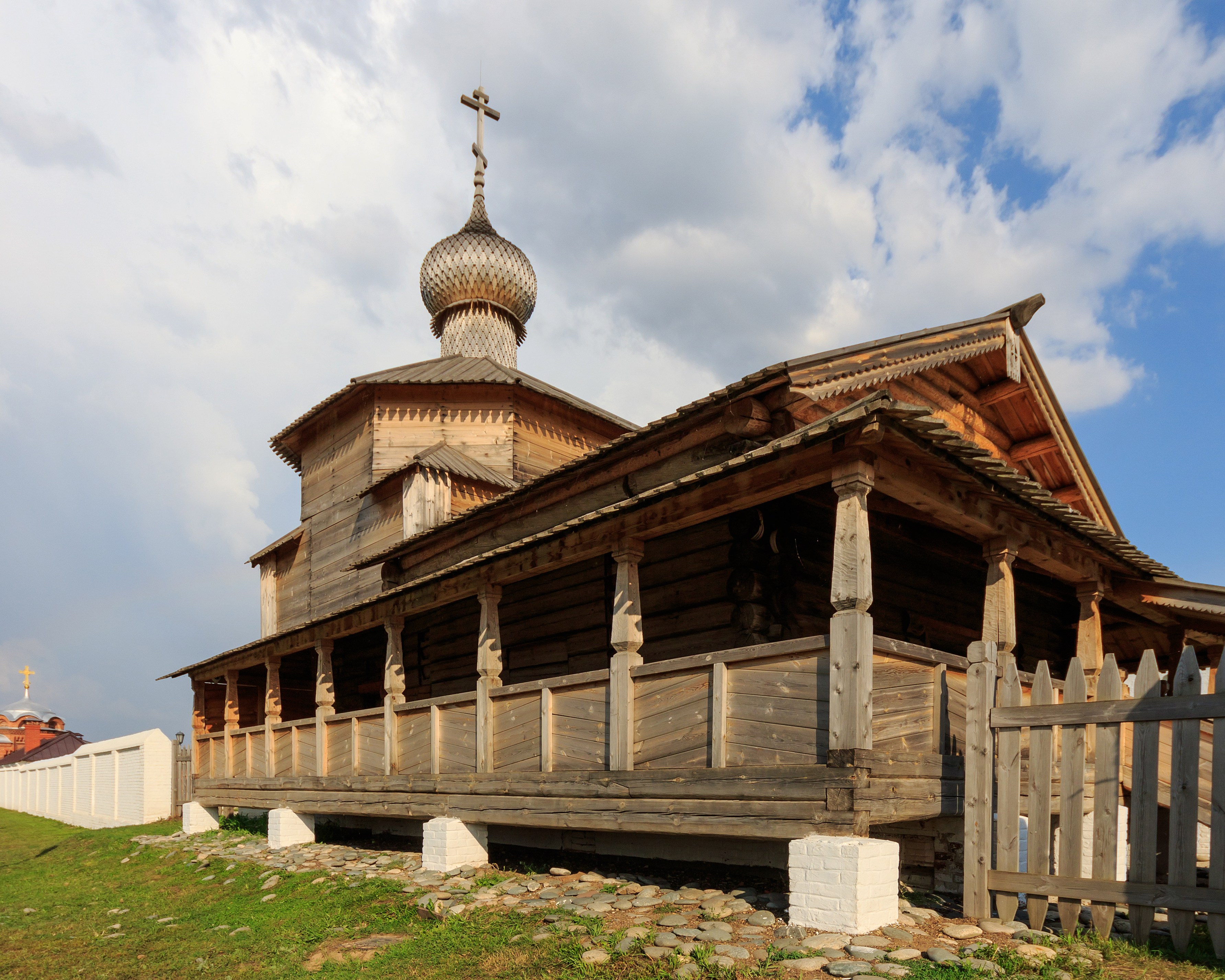
Dreifaltigkeitskirche
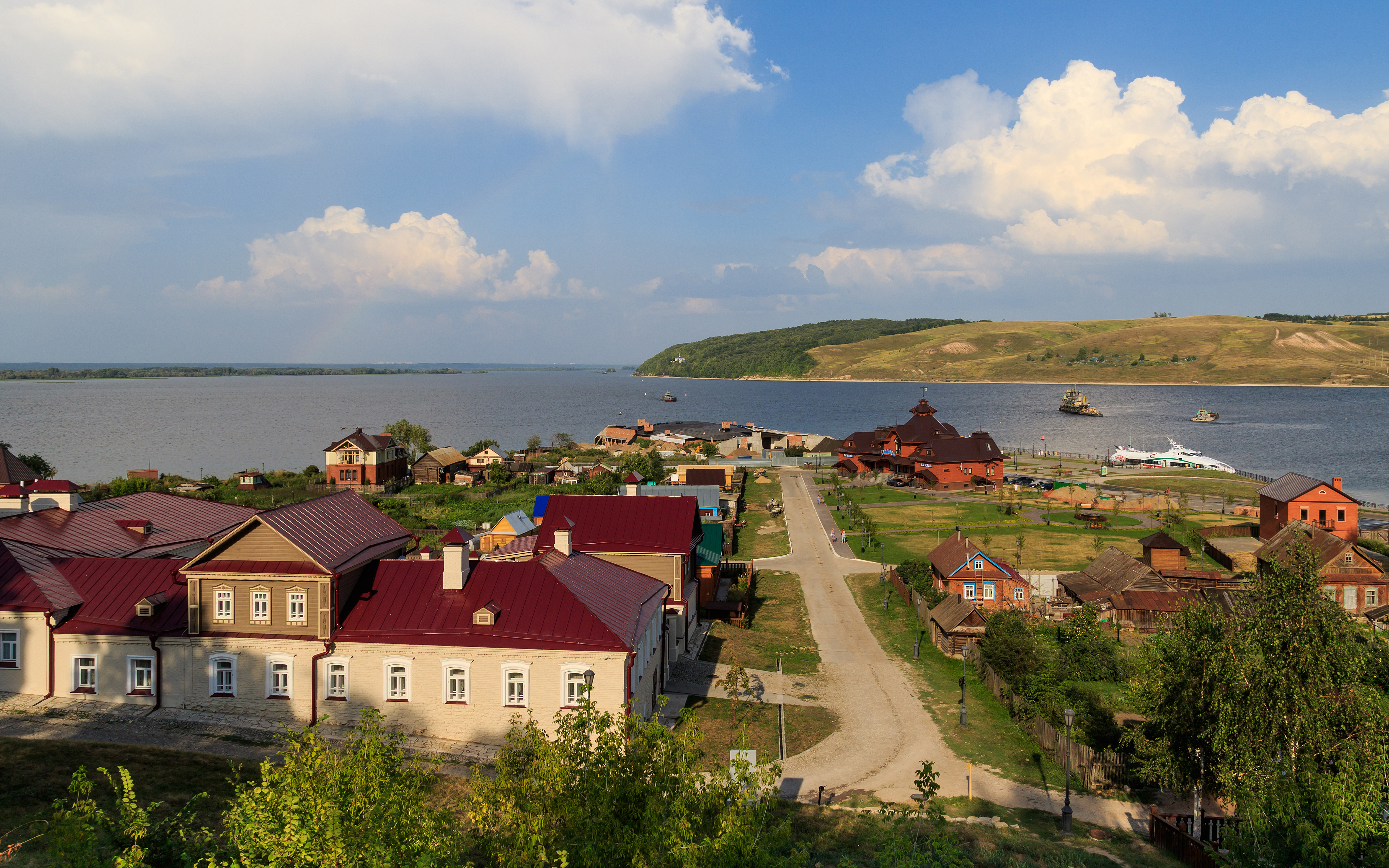
In der Nähe des Schiffsanlegers
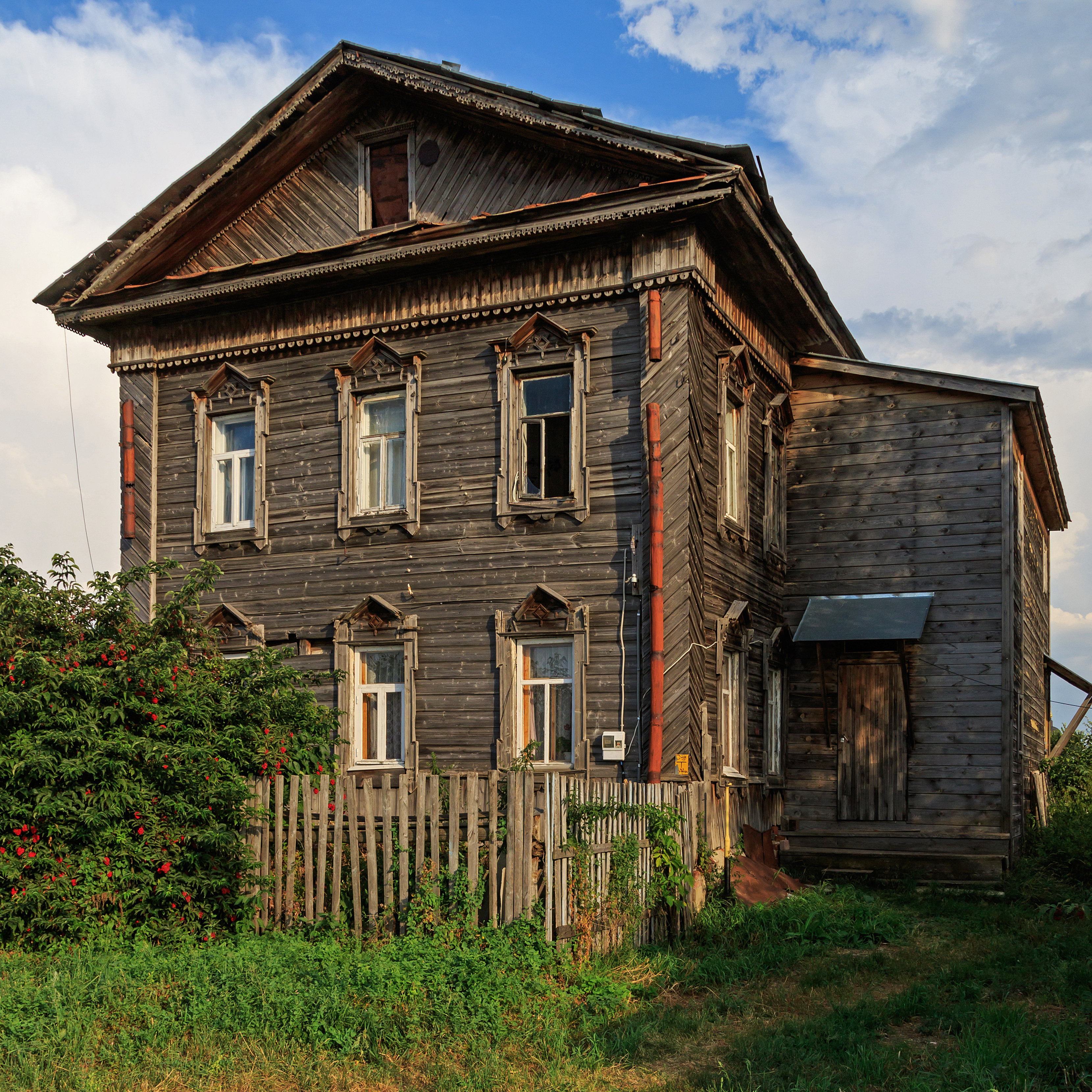
Ein Holzhaus
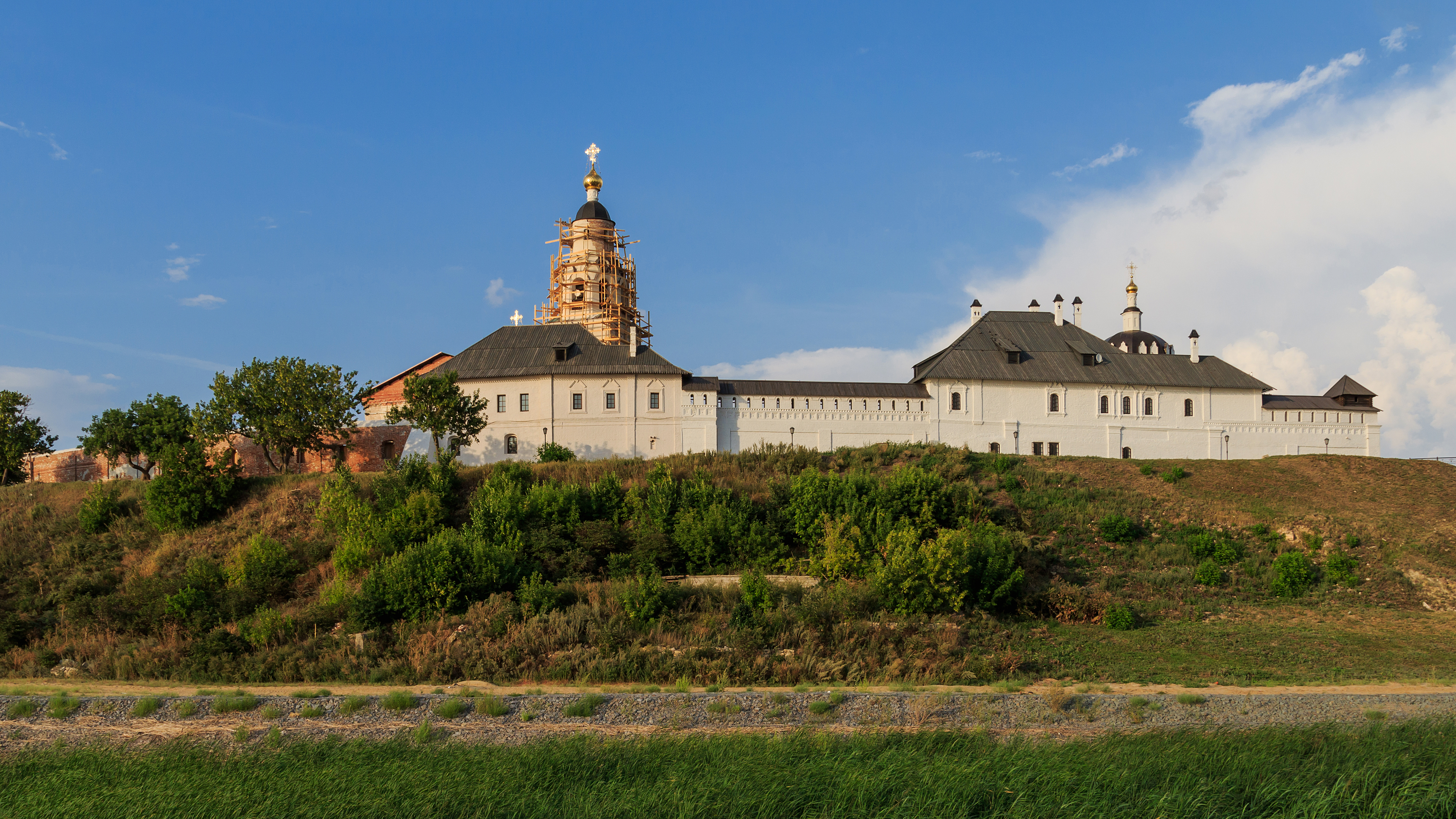
Blick auf das Uspenski-Kloster vom Damm
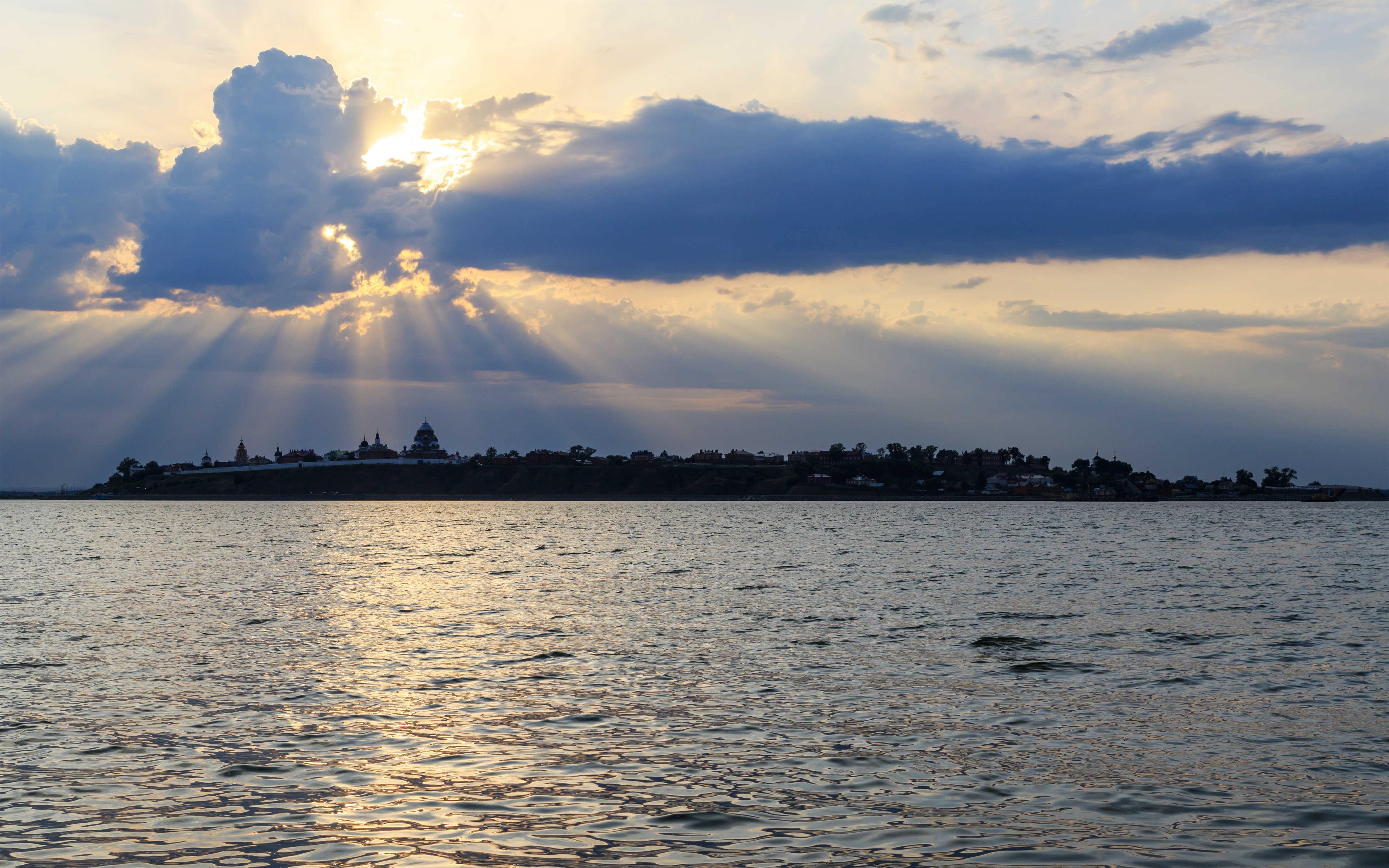
Aussicht auf Swijaschsk vom gegenüberliegenden Ufer